# Гой-Чуйское сельское поселение
Гой-Чуйское се́льское поселе́ние — муниципальное образование в Урус-Мартановском районе Чечни Российской Федерации.
Административный центр — село Гой-Чу.

## История
Статус и границы сельского поселения установлены Законом Чеченской Республики от 14 июля 2008 года № 45-РЗ «Об образовании муниципального образования Урус-Мартановский район и муниципальных образований, входящих в его состав, установлении их границ и наделении их соответствующим статусом муниципального района, городского и сельского поселения».

## Население
| 2010  | 2012  | 2013  | 2014  | 2015  | 2016  | 2017  |
| ----- | ----- | ----- | ----- | ----- | ----- | ----- |
| 5078  | ↗5107 | ↗5129 | ↗5214 | ↗5297 | ↗5311 | ↗5356 |
| 2018  | 2019  | 2020  | 2021  | 2023  | 2024  |       |
| ↗5419 | ↗5475 | ↗5498 | ↘5443 | ↗5480 | ↗5559 |       |

## Состав сельского поселения
| № | Населённый пункт | Тип населённого пункта       | Население |
| - | ---------------- | ---------------------------- | --------- |
| 1 | Гой-Чу           | село, административный центр | ↗5559     |